# Bartolo da San Gimignano
Bartolo da San Gimignano, detto anche Bartolo Buonpedoni (San Gimignano, 1228 – San Gimignano, 12 dicembre 1300), è stato un religioso italiano. sacerdote del Terz'Ordine francescano, colpito dalla lebbra, si dedicò alla cura dei malati in un lazzaretto nei pressi della sua città. Il suo culto come beato fu confermato da papa Pio X nel 1910.

## Biografia
Nacque nel castello dei conti di Mucchio, nei pressi di San Gimignano; per vincere l'opposizione del padre, che si opponeva alla sua decisione di abbracciare la vita religiosa, lasciò la famiglia e si ritirò a Pisa, dove fu accolto nel monastero benedettino di San Vito.
Entrato nel Terz'Ordine francescano, Bartolo si trasferì a Volterra dove il vescovo lo ordinò prete e lo inviò prima a Peccioli come cappellano, poi a Picchena come parroco.
All'età di circa cinquant'anni contrasse la lebbra e si ritirò nel lebbrosario di Cellole, nei pressi di San Gimignano, dove visse vent'anni organizzando l'assistenza agli altri ammalati e guadagnandosi, per la pazienza mostrata nel sopportare la sua infermità, l'appellativo di "Giobbe della Toscana".

## Il culto

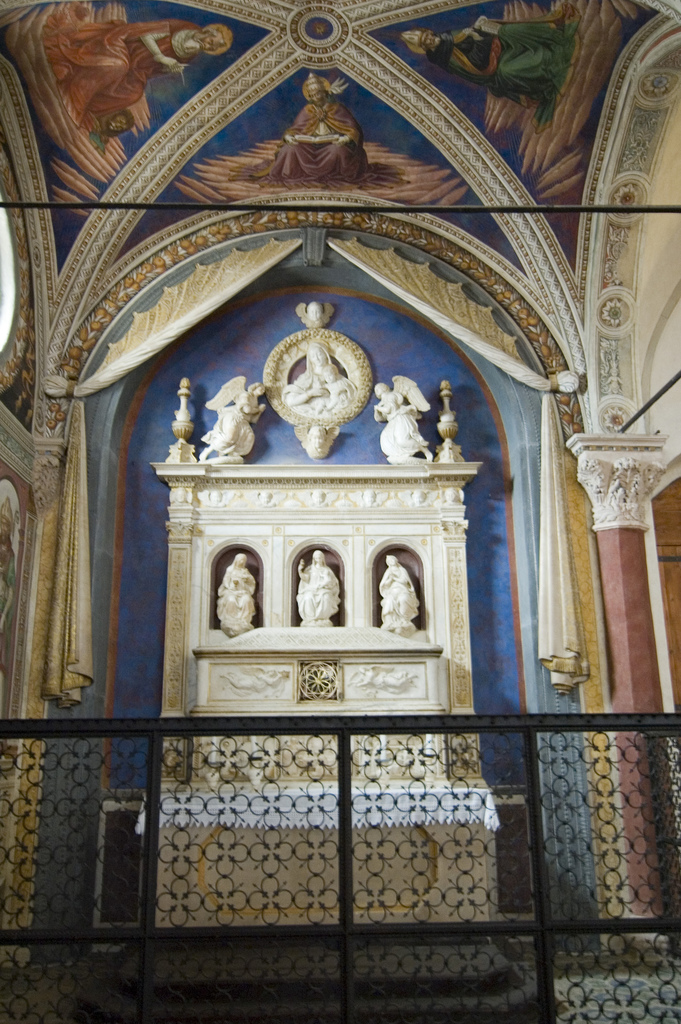
Veduta della cappella di san Bartolo

Bartolo fu sepolto a San Gimignano nella chiesa di Sant'Agostino, dove gli fu eretto un sepolcro realizzato da Benedetto da Maiano.
Papa Pio X, con decreto del 27 aprile 1910, ne confermò il culto con il titolo di beato.
Il suo elogio si legge nel martirologio romano al 12 dicembre.